# کاستانهیرا (ماتو گروسو)
کاستانهیرا (به پرتغالی: Castanheira) یک منطقهٔ مسکونی در برزیل است که در ماتو گروسو واقع شده‌است. کاستانهیرا ۸٬۷۴۹ نفر جمعیت دارد.